# فلورشتدت
فلورشتدت (به آلمانی: Flurstedt) یک منطقهٔ مسکونی در آلمان است که در باد زولزا واقع شده‌است.
 فلورشتدت  ۲۵۴ نفر جمعیت دارد.